# Stromboidea
Stromboidea zijn een superfamilie van weekdieren uit de klasse van de Gastropoda (slakken).

## Families
- Aporrhaidae Gray, 1850
- Colombellinidae P. Fischer, 1884 †
- Dilatilabridae Bandel, 2007 †
- Hippochrenidae Bandel, 2007 †
- Pereiraeidae Bandel, 2007 †
- Rostellariidae Gabb, 1868
- Seraphsidae Gray, 1853
- Strombidae Rafinesque, 1815
- Struthiolariidae Gabb, 1868
- Thersiteidae Savornin, 1915 †

### Synoniemen
- Aporrhaididae => Aporrhaidae Gray, 1850
- Aporrhaiidae => Aporrhaidae Gray, 1850
- Chenopidae Deshayes, 1865 => Aporrhaidae Gray, 1850
- Columbellariidae Zittel, 1895 † => Colombellinidae P. Fischer, 1884 †
- Dicrolomatidae Korotkov, 1992 † => Aporrhaidae Gray, 1850
- Pteroceridae Haller, 1892 => Strombidae Rafinesque, 1815
- Pugnellidae Kiel & Bandel, 1999 † => Pugnellinae Kiel & Bandel, 1999 † => Aporrhaidae Gray, 1850
- Rimellidae Stewart, 1926 => Rostellariidae Gabb, 1868
- Terebellidae H. Adams & A. Adams, 1854 => Seraphsidae Gray, 1853
- Tibiidae Golikov & Starobogatov, 1975 => Rostellariidae Gabb, 1868
- Zitteliidae Schilder, 1936 † => Colombellinidae P. Fischer, 1884 †